# Iran ved vinter-PL 2018
Iran deltog ved vinter-PL 2018 i Pyeongchang, Sydkorea i perioden 9.-18. marts 2018.
Elaheh Gholi Fallah blev annonceret som flagbærer i februar 2018.

## Medaljer
| 2018 Pyeongchang | Guld | Sølv | Bronze | Total |
| Iran             | 0    | 0    | 0      | 0     |